# Dan Kazuo

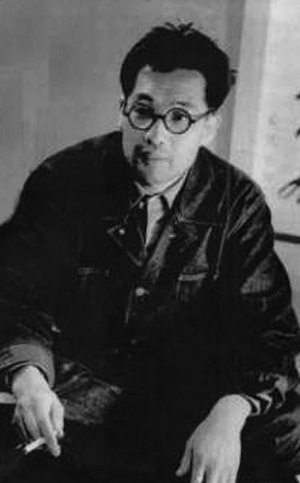
Dan Kazuo

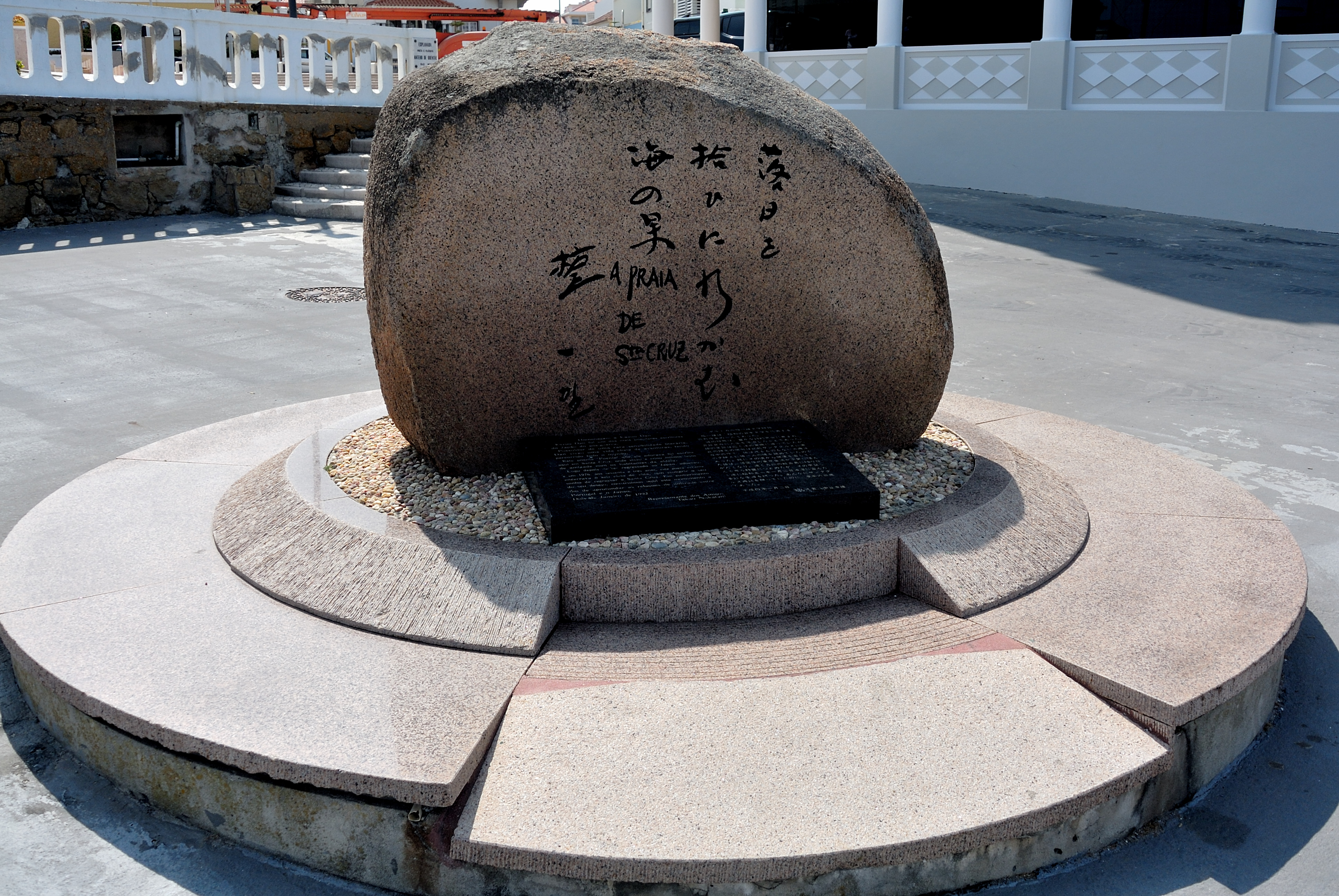
Dan Kazuo Gedenkstein in Portugal

Dan Kazuo (jap. 檀 一雄; * 3. Februar 1912 im Kreis Süd-Tsuru (heute: Stadt Tsuru), Präfektur Yamanashi; † 2. Januar 1976) war ein japanischer Schriftsteller.

## Leben
Dan begann sechzehnjährig Gedichte, Romane und Theaterstücke in einer Schülerzeitung zu veröffentlichen und gewann mit einem der Romane einen Wettbewerb seiner Schule. Er studierte ab 1932 Wirtschaftswissenschaften an der Universität Tokio, widmete sich nach dem Abschluss des Studiums aber ganz der Literatur. Seine Lehrer waren Satō Haruo und Dazai Osamu.
1944, während er sich als Kriegskorrespondent in China aufhielt, wurde er für den Roman Tenmei mit dem Förderpreis des Noma-Literaturpreises ausgezeichnet. Nach dem Ende des Pazifikkrieges heiratete er und ließ sich als Schriftsteller in Tokio nieder. 1950 erhielt er für Shinsetsu Ishikawa Goemon den Naoki-Preis. Er reiste in den folgenden Jahren durch Japan, besuchte Europa, die Vereinigten Staaten, China, Russland, Australien und Neuseeland und lebte 1970 ein Jahr in Portugal.
1972 kehrte er nach Japan zurück und übernahm die Leitung der Literaturzeitschrift Politeia. Auf Grund einer schweren Krebserkrankung zog er sich nach Kyūshū zurück, wo er 1975 wenige Monate vor seinem Tod seinen letzten Roman Kataku no hito vollendete. Dieser wurde 1986 von Kinji Fukasaku verfilmt.

## Werke
- Ritsuko sono ai
- Ritsuko sono shi
- Shinsetsu Ishikawa goemon
- Yūhi to kenjū
- Kataku no hito